# 木竹子
木竹子（学名：Garcinia multiflora）为金丝桃科藤黄属的植物。其种加词“multiflora”意为“多花的”。分布在越南、台湾岛以及中国大陆的海南、广东、湖南、云南、福建、江西、贵州、广西等地，生长于海拔100米至1,900米的地区，多生长在沟谷边缘、密林中、次生林、山坡疏林以及灌丛中，目前尚未由人工引种栽培。

## 别名
多花山竹子（海南植物志），山竹子（中国树木分类学），山桔子、大核果、竹节果、酸桐子、不碌果、大肚脐、查牙桔（广东），铁色、楠椰桔（海南），木熟果、山枇杷（广西），咪枢（广西壮语），白树仔（台湾），酸白果（云南麻栗坡），酸果（屏边），花瓶果（西畴），阿毕早（河口侬语），补朗袜（麻栗坡崩龙语）

## 外部連結
- 桑橙素 Macurin （页面存档备份，存于） 中草藥化學圖像數據庫 (香港浸會大學中醫藥學院) （中文）（英文）